# Agrártudományi Wolf-díj

A Wolf Alapítvány emblémája

Az agrártudományi Wolf-díj egyike a Wolf-díjaknak. 1978 óta ítélik oda annak a tudósnak, aki nagyot alkot vagy előrébb viszi az agrártudományokat.

## A díjazottak
- 2023 Martinus Theodore van Genuchten
- 2022 Pamela Ronald
- 2021 Nem osztották ki
- 2020 Caroline Dean
- 2019 David Zilberman
- 2018 Gene E. Robinson
- 2017 Nem osztották ki
- 2016 Trudy Mackay
- 2015 Linda J. Saif
- 2014 Jorge Dubcovsky, Leif Andersson
- 2013 Joachim Messing, Jared Diamond
- 2012 Nem osztották ki
- 2011 James R. Cook, Harris Lewin
- 2010 David Baulcombe
- 2009 Nem osztották ki
- 2008 John Pickett, James Tumlinson, Joe Lewis
- 2006/7 Ronald Phillips, Michel Georges
- 2005 Nem osztották ki
- 2004 Yuan Longping, Steven Tanksley
- 2002/3 Michael Roberts, Fuller Bazer
- 2001 Roger Beachy, James Womack
- 2000 Gurdev Khush
- 1999 Nem osztották ki
- 1998 Ilan Chet, Baldur Stefansson
- 1996/7 Neal First
- 1995/6 Morris Schnitzer, Frank Stevenson
- 1994/5 Carl Huffaker, Perry Adkisson
- 1993 John Casida
- 1992 Nem osztották ki
- 1991 Shang Fa Yang
- 1990 Jozef Schell
- 1989 Peter Biggs, Michael Elliott
- 1988 Charles Thibault, Ernest Polge
- 1987 Theodor Diener
- 1986 Sir Ralph Riley, Ernest Sears
- 1984/5 Robert Burris
- 1983/4 Don Kirkham, Cornellis de Witt
- 1982 Wendell Roelofs
- 1981 John Almquist, Henry Lardy, Glenn Salisbury
- 1980 Karl Maramorosch
- 1979 Jay Lush, Sir Kenneth Blaxter
- 1978 George Sprague, John Charles Walker